# Südwestrundfunk
Südwestrundfunk o SWR (Radiodifusió del Sud-oest) és una institució pública de ràdio i televisió destinada al sud-oest de Alemanya en general, i els estats de Baden-Württemberg i Renània-Palatinat en particular. La companyia té tres oficines centrals a les ciutats de Stuttgart, Baden-Baden i Magúncia. Les oficines de direcció se situen en Stuttgart, mentre que les seus de ràdio i TV es troben a Baden-Baden.
És una de les companyies afiliades a l'ARD. Posseeix dues cadenes de televisió i múltiples emissores de ràdio. SWR és la segona emissora en cobertura de les afiliades, i compta amb 3.700 empleats.

## Història
SWR va ser creada el 1997 a partir de la fusió de dues institucions: la Süddeutscher Rundfunk (SDR) amb seu a Stuttgart, i la Südwestfunk (SWF) amb seu a Baden-Baden, fent-se operativa l'1 de gener de 1998. L'existència dels dos ens per separat té explicació en el context històric posterior a la Segona Guerra Mundial. Els francesos van establir SWF com l'única radiodifusora en la seva zona ocupada, mentre que els americans van crear la SDR.
Tots dos ens havien intentat fusionar-se anteriorment el 1990, però no es va dur a terme pel procés de reunificació alemanya. L'estat de Baden-Württemberg va arribar a tenir dues institucions amb diferents zones de cobertura i diferent programació.
Actualment, és el segon ens més gran de l'ARD, i només és superada en grandària per la WDR.

## Seus
SWR compta amb estudis a les següents ciutats:
- Baden-Württemberg: Baden-Baden, Stuttgart, Friburg de Brisgòvia, Heilbronn, Karlsruhe, Mannheim, Tubinga i Ulm
- Renània-Palatinat: Kaiserslautern, Coblença, Magúncia i Trèveris

A més dels estudis, compta amb diferents oficines repartides per tot la seva àrea de cobertura.

## Canals

### Ràdio
SWR compta amb els següents canals. En alguns casos són en comú, i en uns altres compten amb variacions depenent de l'estat.
- SWR1 Baden-Württemberg: Emissora dedicada a èxits pop, des de clàssics a contemporanis. Està enfocada a un públic entre 30 i 55 anys, i en aquesta versió és per a l'estat de Baden-Württenberg.
- SWR1 Rheinland-Pfalz: És el mateix canal, però en versió per a Renània-Palatinat.
- SWR2: Dedicat a magazins, música clàssica i jazz.
- SWR3: Canal de pop i música actual, per al públic juvenil.
- SWR4 Baden-Württemberg: Música antiga i èxits alemanys amb desconnexions locals.
- SWR4 Rheinland-Pfalz: Mateix canal per a Renània-Palatinat.
- Dasding: Emissora juvenil.
- SWR Aktuell: Radio dedicada a la informació.

En el cas de SWR1 i SWR4, hi ha desconnexions regionals i locals amb programació especial durant certes parts del dia.

### Televisió

Logo de SWR Fernsehen

A més de la seva col·laboració en l'ARD i Das Erste, SWR compta amb un canal propi regional anomenat SWR Fernsehen. Va ser creat a l'abril de 1969 gràcies a la col·laboració de SDR i SWF, els anteriors ens separats, sota el nom de Südwest 3, que després de la fusió va passar a dir-se Südwest Fernsehen i més tard va adoptar el seu nom actual.
El canal compta amb dues versions, una per a Baden-Württemberg i una altra per a Renània-Palatinat, que varien sobre la base de la programació local. El 70% de la programació és comuna entre els dos estats, mentre que el 30% restant és programació regional.

### Altres treballs
SWR és l'emissora responsable de la coordinació de la programació de les cadenes 3sat i Arte, així com de les webs d'ARD. Les oficines d'Arte Deutschland es troben a Baden-Baden, mentre que les de la web d'ARD estan en Magúncia.

#### Corresponsalies a l'estranger
A més, SWR és la responsable d'algunes de les corresponsalies de l'ARD a l'estranger, amb oficines a: 

##### Ràdio
- Brussel·les: Sota la direcció de Peter Heilbrunner
- Ginebra (manejada en conjunt amb la MDR): Sota la direcció de Pascal Lechler
- Istanbul: Sota la direcció d'Ulrich Pick
- Johannesburg: Sota la direcció de Claus Stäcker
- el Caire: Sota la direcció d'Esther Saoub
- Londres: Sota la direcció de Stephan Lochner
- París: Sota la direcció d'Evi Seibert
- Estrasburg: Sota la direcció de Martin Durm
- Shanghai (manejada en conjunt amb la MDR): Sota la direcció d'Astrid Freyeisen
- Washington: Sota la direcció d'Albrecht Ziegler

##### Televisió
- Rio de Janeiro: Sota la direcció de Thomas Aders
- Ginebra: Sota la direcció de Volker Schwenck
- Johannesburg: Sota la direcció d'Ulli Neuhoff
- el Caire: Sota la direcció de Jörg Armbruster
- Ciutat de Mèxic: Sota la direcció de Stefan Schaaf
- Estrasburg: Sota la direcció de Sybille Müller